# Stadtbahn Ludwigsburg
| Streckenlänge: | 27,5 km   |                                      |                                      |
| |           |                                      |                                      |
| Stationen: | 19 bis 30 |                                      |                                      |
| \| \| \| Schwieberdingen Ludwigsburger Straße \| \| \| \| \| Schwieberdingen Robert-Bosch-Straße \| \| \| \| \| Schwieberdingen Dieselstraße \| \| \| \| \| Markgröningen Schulzentrum \| \| \| \| \| Markgröningen Festplatz \| \| \| \| \| \| \| \| \| \| Markgröningen Mitte \| \| \| \| \| \| \| \| \| \| Markgröningen Sträßle \| \| \| \| \| Bahnhof Möglingen \| \| \| \| \| Möglingen Daimlerstraße \| \| \| \| \| Im Waldeck \| \| \| \| \| West \| \| \| \| \| \| \| \| \| \| Bahnhof Ludwigsburg \| \| \| \| \| \| \| \| \| \| Karlsplatz \| \| \| \| \| Fasanenstraße \| \| \| \| \| Friedrichstraße \| \| \| \| \| Aldinger Straße \| \| \| \| \| Grünbühl \| \| \| \| \| Pattonville Berufsschule \| \| \| \| \| nach Aldingen Hornbach \| \| \| \| \| Myliusstraße \| \| \| \| \| Arsenalplatz \| \| \| \| \| Rathaus \| \| \| \| \| Schorndorfer Tor \| \| \| \| \| Neckarstraße \| \| \| \| \| \| \| \| \| \| Comburgstraße \| \| \| \| \| Schlößlesfeld \| \| \| \| \| Fuchshofstraße \| \| \| \| \| Bolzplatz \| \| \| \| \| Oßweil Mehrzweckhalle \| \| |           |                                      |                                      |
| U-Bahn-Kopfbahnhof Streckenanfang (Strecke außer Betrieb) |           | Schwieberdingen Ludwigsburger Straße | Schwieberdingen Ludwigsburger Straße |
| U-Bahn-Haltepunkt / Haltestelle (Strecke außer Betrieb) |           | Schwieberdingen Robert-Bosch-Straße  | Schwieberdingen Robert-Bosch-Straße  |
| U-Bahn-Haltepunkt / Haltestelle (Strecke außer Betrieb) |           | Schwieberdingen Dieselstraße         | Schwieberdingen Dieselstraße         |
| U-Bahn-Haltepunkt / Haltestelle (Strecke außer Betrieb) |           | Markgröningen Schulzentrum           | Markgröningen Schulzentrum           |
| U-Bahn-Strecke (außer Betrieb) · U-Bahn-Kopfbahnhof Streckenanfang (Strecke außer Betrieb) |           | Markgröningen Festplatz              | Markgröningen Festplatz              |
| U-Bahn-Verschwenkung nach links (Strecke außer Betrieb) · U-Bahn-Verschwenkung nach rechts (Strecke außer Betrieb) |           |                                      |                                      |
| U-Bahn-Haltepunkt / Haltestelle (Strecke außer Betrieb) |           | Markgröningen Mitte                  | Markgröningen Mitte                  |
| U-Bahn-Grenze mit Eisenbahn (Strecke außer Betrieb) |           |                                      |                                      |
| Haltepunkt / Haltestelle (Strecke außer Betrieb) |           | Markgröningen Sträßle                | Markgröningen Sträßle                |
| Haltepunkt / Haltestelle (Strecke außer Betrieb) |           | Bahnhof Möglingen                    | Bahnhof Möglingen                    |
| Haltepunkt / Haltestelle (Strecke außer Betrieb) |           | Möglingen Daimlerstraße              | Möglingen Daimlerstraße              |
| Haltepunkt / Haltestelle (Strecke außer Betrieb) |           | Im Waldeck                           | Im Waldeck                           |
| Haltepunkt / Haltestelle (Strecke außer Betrieb) |           | West                                 | West                                 |
| Grenze mit U-Bahn (Strecke außer Betrieb) |           |                                      |                                      |
| U-Bahn-Bahnhof (Strecke außer Betrieb) |           | Bahnhof Ludwigsburg                  | Bahnhof Ludwigsburg                  |
| U-Bahn-Verschwenkung von links (Strecke außer Betrieb) · U-Bahn-Verschwenkung von rechts (Strecke außer Betrieb) |           |                                      |                                      |
| U-Bahn-Haltepunkt / Haltestelle (Strecke außer Betrieb) · U-Bahn-Strecke (außer Betrieb) |           | Karlsplatz                           | Karlsplatz                           |
| U-Bahn-Haltepunkt / Haltestelle (Strecke außer Betrieb) · U-Bahn-Strecke (außer Betrieb) |           | Fasanenstraße                        | Fasanenstraße                        |
| U-Bahn-Haltepunkt / Haltestelle (Strecke außer Betrieb) · U-Bahn-Strecke (außer Betrieb) |           | Friedrichstraße                      | Friedrichstraße                      |
| U-Bahn-Haltepunkt / Haltestelle (Strecke außer Betrieb) · U-Bahn-Strecke (außer Betrieb) |           | Aldinger Straße                      | Aldinger Straße                      |
| U-Bahn-Haltepunkt / Haltestelle (Strecke außer Betrieb) · U-Bahn-Strecke (außer Betrieb) |           | Grünbühl                             | Grünbühl                             |
| U-Bahn-Bahnhof (Strecke außer Betrieb) · U-Bahn-Strecke (außer Betrieb) |           | Pattonville Berufsschule             | Pattonville Berufsschule             |
| U-Bahn-Strecke nach rechts (außer Betrieb) · U-Bahn-Strecke (außer Betrieb) |           | nach Aldingen Hornbach               | nach Aldingen Hornbach               |
| U-Bahn-Haltepunkt / Haltestelle (Strecke außer Betrieb) |           | Myliusstraße                         | Myliusstraße                         |
| U-Bahn-Haltepunkt / Haltestelle (Strecke außer Betrieb) |           | Arsenalplatz                         | Arsenalplatz                         |
| U-Bahn-Haltepunkt / Haltestelle (Strecke außer Betrieb) |           | Rathaus                              | Rathaus                              |
| U-Bahn-Haltepunkt / Haltestelle (Strecke außer Betrieb) |           | Schorndorfer Tor                     | Schorndorfer Tor                     |
| U-Bahn-Haltepunkt / Haltestelle (Strecke außer Betrieb) |           | Neckarstraße                         | Neckarstraße                         |
| U-Bahn-Strecke von links (außer Betrieb) · U-Bahn-Abzweig geradeaus und nach rechts (Strecke außer Betrieb) |           |                                      |                                      |
| U-Bahn-Strecke (außer Betrieb) · U-Bahn-Haltepunkt / Haltestelle (Strecke außer Betrieb) |           | Comburgstraße                        | Comburgstraße                        |
| U-Bahn-Strecke (außer Betrieb) · U-Bahn-Kopfbahnhof Streckenende (Strecke außer Betrieb) |           | Schlößlesfeld                        | Schlößlesfeld                        |
| U-Bahn-Haltepunkt / Haltestelle (Strecke außer Betrieb) |           | Fuchshofstraße                       | Fuchshofstraße                       |
| U-Bahn-Haltepunkt / Haltestelle (Strecke außer Betrieb) |           | Bolzplatz                            | Bolzplatz                            |
| U-Bahn-Kopfbahnhof Streckenende (Strecke außer Betrieb) |           | Oßweil Mehrzweckhalle                | Oßweil Mehrzweckhalle                |

Die Stadtbahn Ludwigsburg (auch Ludwigsburger City-Express, kurz LUCIE) ist eine geplante und in einer Machbarkeitsstudie mit Einschluss einer reaktivierten Bahnstrecke Ludwigsburg–Markgröningen untersuchte Stadtbahnverbindung, die von Schwieberdingen und Markgröningen nach Ludwigsburg verlaufen soll. Ein Gutachten aus dem Jahr 2008, damals noch mit einer Weiterführung nach Remseck und Waiblingen, zeigte, dass die neue Tangentialverbindung im Nordosten des Raums Stuttgart jährlich von bis zu 6,4 Millionen Fahrgästen benutzt werden könnte. Da mit Möglingen und Markgröningen zwei Gemeinden ohne heutigen Bahnanschluss an Ludwigsburg einbezogen sind, könnten künftig jährlich rund 1,8 Millionen PKW-Fahrten ersetzt werden.
Auf einem großen Streckenabschnitt kann die Trasse der 1975 im Personenverkehr stillgelegten Bahnstrecke Ludwigsburg–Markgröningen genutzt werden. Die Stadtbahn soll mit einer Oberleitung mit 750 V Gleichspannung ausgerüstet werden. Eingesetzt werden sollen Niederflurfahrzeuge mit 38 cm Einstiegshöhe, die zwischen Markgröningen und Ludwigsburg zur Hauptverkehrszeit im Zehn-Minuten-Takt verkehren, auf den Außenästen im 20-Minuten-Takt. Der Vorlaufbetrieb auf einer Teilstrecke soll Anfang der 2030er Jahre erfolgen.

## Name
Der Zweckverband startete im September 2022 einen Namenswettbewerb, in dem die Öffentlichkeit aufgefordert wurde, Namen für das Projekt vorzuschlagen. Am 16. November 2022 gab der Zweckverband die Entscheidung bekannt, die Stadtbahn LUCIE – kurz für Ludwigsburger City-Express – zu nennen, und präsentierte ein Logo.

## Varianten in der Diskussion
Anlässlich der Kommunal- und Regionalwahlen im Jahr 2009 hatten sich die Parteien CDU, SPD, Grüne und FDP für den Bau der Strecke Markgröningen–Neckarrems ausgesprochen.
Die Baukosten für die Strecke Markgröningen–Waiblingen wurden zum Stand 2008 laut einer Studie von Switch Transit Consult auf 205 Millionen Euro geschätzt, die jährlichen Betriebskosten auf 8,3 Millionen Euro. Die Baukosten der Zweigstrecken nach Schwieberdingen und Aldingen wurden auf 23 Millionen bzw. 92 Millionen Euro geschätzt.
Ein im September 2010 veröffentlichtes Gutachten ergab, dass die Streckenabschnitte Remseck-Neckargröningen und Waiblingen, nach damaligen Maßstäben, nicht wirtschaftlich und damit auch nicht förderfähig seien.
Der Verband Region Stuttgart hatte am 17. November 2010 beschlossen, sich mit 18.000 Euro an einem detaillierteren Gutachten zu beteiligen, wenn sich in einer Vorprüfung herausstellt, dass zumindest Remseck weiterhin einbezogen werden kann. Auch diese „abgespeckte“ Variante sei regional bedeutsam. Der Landkreis Ludwigsburg sowie Möglingen und Markgröningen hatten diesem Verfahren bereits zugestimmt.
Anfang November 2012 gab der Verkehrsausschuss des Verbandes Region Stuttgart bekannt, dass sich der Verband Region Stuttgart nicht mehr finanziell an den Voruntersuchungen der geplanten Stadtbahn von Markgröningen über Ludwigsburg bis Pattonville und Aldingen (Remseck) beteiligen wird. Für seinen Beschluss führte der Verband formale Gründe an. Ursprünglich sollte die Trasse des Schienenprojektes über Kreisgrenzen hinweg – bis nach Waiblingen im Osten und bis Stuttgart im Süden – führen. Inzwischen sei die Stadtbahnplanung aber auf den Landkreis Ludwigsburg begrenzt worden. Außerdem sei die Region laut des Nahverkehrsgesetzes des Landes für eine Umsetzung als reine Stadtbahn nicht mehr zuständig. Der Kreis Ludwigsburg und die angehörigen Kommunen müssten nun die rund 150.000 Euro für ein aktualisiertes Gutachten alleine aufbringen. Als Betreiber für die neue Stadtbahn Ludwigsburg brachte das Landratsamt Ludwigsburg die Stuttgarter Straßenbahnen (SSB) ins Gespräch.
Im Dezember 2013 wurde vom Ludwigsburger OB und dem Landrat übereinstimmend erklärt, dass die Wilhelm- und die Myliusstraße in Ludwigsburgs Stadtmitte wohl nicht für eine Hochflur-Stadtbahn geeignet seien. Dort könnten stattdessen Elektrobusse verkehren.
In einem Anfang 2015 veröffentlichten Gutachten wurden vier Varianten untersucht und ein Kosten-Nutzen-Faktor von 1,4 in der Niederflurvariante und von 1,3 in der Hochflurvariante als Verlängerung der Stuttgarter U14 ermittelt. SSB-Vorstandssprecher Wolfgang Arnold bezeichnete die Umsetzung des Projekts daher als „durchaus realistisch“. Die SSB favorisierten einen Streckenverlauf von Pattonville durch die Leonberger Straße zum Bahnhof Ludwigsburg und von hier über die vorhandene Bahnstrecke nach Markgröningen. Die Stadtverwaltung Ludwigsburg konnte sich allerdings nicht vorstellen, die Hochflur-Stadtbahn mit ihren Hochbahnsteigen und Oberleitungen in der barocken Innenstadt unterzubringen. Gegen die Hochflurvariante brachten der BUND-Kreisverband und die VCD-Ortsgruppe Ludwigsburg zudem das Aktionsbündnis für eine Niederflur-Stadtbahn in Stellung. Die BUND-Gruppe Markgröningen setzte sich für eine unverzügliche Reaktivierung der Bahnstrecke und ihre Durchbindung bis Kornwestheim ein. Falls die weit weniger schnell realisierbare Stadtbahn je komme, könne sie den Streckenabschnitt zwischen Ludwigsburg und dem Markgröninger Bahnhof mitnutzen.

## Doppelstrategie als Kompromiss
Am 3. Mai 2017 sprach sich der Ludwigsburger Gemeinderat einstimmig für die zuvor im Landesverkehrsministerium abgestimmte „Doppelstrategie“ aus, die eine umgehende Reaktivierung und die Verlängerung der Bahnstrecke Ludwigsburg–Markgröningen über einen neuen Halt bei der erweiterten W&W-Zentrale nach Kornwestheim und im Ludwigsburger Stadtgebiet vorerst den Einsatz von BRT-Schnellbussen vorsieht. Parallel sollte die Einrichtung einer Niederflur-Stadtbahn vorangetrieben und dafür umgehend ein Förderantrag gestellt werden. Die Stadtbahn sollte später im Mischbetrieb mit der Eisenbahn (gemäß Eisenbahn-Bau- und Betriebsordnung) verkehren und im Ludwigsburger Stadtgebiet einen Teil der BRT-Linien ersetzen. Nachdem im Juli 2017 auch der Kreistag für die Doppelstrategie gestimmt hatte, war die Hochflur-Stadtbahn der SSB vom Tisch. Vor der Sommerpause 2017 hatte die Kreisverwaltung einen GVFG-Förderantrag für eine Niederflur-Stadtbahn eingereicht. Die Ludwigsburger Stadtverwaltung wollte noch 2017 einen Antrag auf Landesförderung für die Bahnreaktivierung und das BRT-System stellen. Die Ablehnung der Hochflur-Variante wurde vom Ludwigsburger Gemeinderat am 27. Juli 2018 bestätigt.
Am 24. Oktober 2018 haben der Ludwigsburger Landrat und die (Ober-)Bürgermeister der beteiligten Kommunen unter Moderation des beim Land zuständigen Ministerialdirektors als Kompromiss eine Verständigung über die weitere Planung beschlossen. Der Beschluss ließ noch viele Details offen, was besonders von der Ludwigsburger Stadtverwaltung betont wurde. Er setzte aber auch einige Eckpunkte:
- Festlegung auf ein Niederflur-Stadtbahnsystem: Gemeint ist eine echte Niederflur-Lösung wie z. B. in Ulm, Freiburg und Straßburg mit Bahnsteigen, die auch (dauerhaft oder im Vorlaufbetrieb) von Niederflur-Bussen mitbenutzt werden können. Hochflur-Varianten wie im benachbarten Stuttgarter Stadtbahn-Netz scheiden aus, damit muss bei der Trassenplanung der große Kurvenradius der dortigen DT8-Fahrzeuge nicht berücksichtigt werden. Nicht weiter verfolgt wird damit auch die Alternative, mit besser kurvengängigen Hochflur-Gelenkwagen wie z. B. in Frankfurt, Rhein-Ruhr oder Hannover zu planen, weil man vor allem in Ludwigsburg mit Rücksicht auf das Stadtbild keine Hochbahnsteige will. Deshalb wird es keine direkten Linienfahrten ins Stuttgarter Netz geben, sondern einen Umsteigezwang im Norden von Pattonville.
- Konkretisierte Netz-Planung: Das zunächst zu planende Kernnetz umfasst entsprechend dem „Mit“-Fall 1 der vorbereitenden Untersuchungen mit einem vorläufigen KNF von 1,4 vier Streckenäste, die alle vom Ludwigsburger Bahnhof ausgehen und dort miteinander verknüpft sind:
  - A) Richtung Markgröningen: Querung des Gleisfeldes der DB am Bahnhof Ludwigsburg, Führung durch die Ludwigsburger Weststadt, dann Nutzung der stillgelegten, aber nicht entwidmeten Eisenbahnstrecke über Möglingen nach Markgröningen, Verlängerung vom Bahnhof in die Stadtmitte von Markgröningen. Für die Bahnquerung am Bahnhof Ludwigsburg (durch die Unterführung Schiller- / Hoferstraße oder über eine neue Brücke) und die Trasse durch die Weststadt gibt es noch mehrere Varianten, unter anderen die von Verkehrsclub Deutschland und BUND.[27] Auf der bestehenden Bahnstrecke ist ein Stadtbahn-Vorlaufbetrieb geplant. Allerdings gibt es aktuell mit der niedrigen Einstieghöhe von ca. 30 cm keine Zweisystem- oder Hybrid-Stadtbahnen, wie sie wegen der vorhandenen 15.000-Volt-Oberleitung im Bahnhof Ludwigsburg erforderlich wären. Auch das zum Vergleich oft genannte Chemnitzer Modell liefert dafür keine direkte Lösung. Dort besitzen die neueren Stadtbahnfahrzeuge zwar barrierefreie Zustiege auf zwei verschiedenen Höhen (60 cm und 43,5 cm) für den Eisenbahn- (55 cm hohe Bahnsteige) und den Stadtbereich (38,5 cm hohe Bahnsteige), typische Niederflur-Bahnsteige für Busse und Stadtbahnen sind aber noch eine Stufe niedriger (22 bis 27 cm). Solche Bahnen müssten also neu entwickelt werden, z. B. innerhalb des Karlsruher Projekts einer Sammelbestellung durch mehrere Betreiber.[28]
  - B) Richtung Ludwigsburg-Oßweil: Führung über Myliusstraße, Arsenalplatz, Wilhelmstraße und Schorndorfer Straße nach Oßweil. Hier soll auf Wunsch der Stadt Ludwigsburg als Stadtbahn-Vorlauf mit dem Bau von Busspuren nach den Stadtbahn-Trassierungs-Parametern ein Schnellbus-System (BRT = Bus Rapid Transit) eingerichtet werden. Die ursprünglich geplante Weiterführung der Stadtbahn über Remseck-Neckargröningen und Waiblingen-Hegnach nach Waiblingen gilt weiterhin als unwirtschaftlich und wird nicht mehr verfolgt.
  - C) Richtung Schlösslesfeld: Abzweigung vom Streckenast nach Oßweil, durch die Comburgstraße.
  - D) Richtung Remseck-Aldingen Süd (Hornbach U12): Die geplante Strecke läuft in Ludwigsburg durch Leonberger Straße, Hindenburgstraße, Oststraße und Aldinger Straße und in Remseck-Pattonville durch die John-F.-Kennedy-Straße und über freies Feld zur Haltestelle Hornbach der Stuttgarter Stadtbahn (U12). VCD und BUND schlagen alternativ vor, auch diese Strecke wie den Oßweiler Ast über den Arsenalplatz zu führen. Ludwigsburg hätte gern eine Niederflur-Linie bis Aldingen geführt, Remseck bevorzugt die Verlängerung einer Stuttgarter Linie (U14) bis Pattonville, um die Option einer durchgehenden Stadtlinie von dort zur neuen Remsecker Stadtmitte (bei Neckargröningen) offen zu halten.[29] Als Kompromiss könnten in diesem Abschnitt kombinierte Hoch- und Tiefbahnsteige eingeplant werden. Die Streckenäste A) bis D) sind auch im Regionalverkehrsplan der Region Stuttgart enthalten und dargestellt[30]
- Zusätzlich untersucht werden sollen ein Abzweig vom Markgröninger Streckenast zum Arbeitsplatz-Schwerpunkt Schwieberdingen-Nord (Bosch)[31] und eine Strecke zum Büro-Standort Tambour (W&W) im äußersten Norden von Kornwestheim, entweder über das Gütergleis zum Rangierbahnhof Kornwestheim, über Bahngleise zum Personenbahnhof Kornwestheim oder im Straßenraum. Weitere vorstellbare Netzerweiterungen wie z. B. nach Pflugfelden bleiben zurückgestellt. Weitere Umsteigepunkte zum Stuttgarter Hochflurnetz könnten längerfristig am Westrand des Ludwigsburger Netzes entstehen, nämlich in Markgröningen und Schwieberdingen-Nord zu einer angedachten Strecke von dort über Kallenberg und Neuwirtshaus nach Stammheim oder Zuffenhausen. Der Teilabschnitt dieser Strecke auf Stuttgarter Stadtgebiet wurde im Dezember 2018 in den Stuttgarter Nahverkehrsentwicklungsplan aufgenommen.

Am 8. Januar 2019 haben die beteiligten Kommunen und der Landkreis ihren Kompromiss in einer gemeinsam formulierten Vorlage für ihre Beschlussorgane bekräftigt. Die Vorlage enthält Grundsätze der zukünftigen Finanzierungsvereinbarung (50 % Anteil des Landkreises bei Stadtbahn- und BRT-System), die Aufnahme des Schwieberdinger und des Kornwestheimer Streckenastes in die konkrete Planung, die Beauftragung von Gutachtern und Planern sowie die Bildung von Bauabschnitten. Nach dem Kreistag am 28. Januar 2019 hat am 6. Februar 2019 auch der Ludwigsburger Gemeinderat der Einigung vom 7. Januar 2019 zugestimmt. Nachdem das in allen beteiligten Kommunen geschehen ist, kann das damit beauftragte Verkehrswissenschaftliche Institut Stuttgart GmbH die Ausschreibung weiterer Planungsschritte vorbereiten und die Fa. Intraplan Machbarkeitsstudien und Standardisierte Bewertungen für den Schwieberdinger und den Kornwestheimer Streckenast vornehmen. Dabei wird besonders zu klären sein, ob auf der Vollbahn nach Kornwestheim ein Betrieb mit Niederflur-Stadtbahnen an Tiefbahnsteigen überhaupt genehmigungsfähig ist.

## Planung
Auf politischer Ebene hat der Ludwigsburger Kreistag in seiner Sitzung am 17. Juni 2020, eineinhalb Jahre nach einer entsprechenden Absichtserklärung, die Gründung eines Zweckverbandes für den Bau und Betrieb der Stadtbahn beschlossen. Mitglieder werden neben dem Landkreis die Städte und Gemeinden Ludwigsburg, Remseck, Möglingen, Markgröningen und der Zweckverband des Gemeinschafts-Stadtteils Pattonville von Remseck und Kornwestheim. Für Kornwestheim selbst und Schwieberdingen gibt es eine Öffnungsklausel für den Fall, dass sie später ihren ÖPNV mit dem Stadtbahn-Schienennetz verknüpfen wollen. Am 18. November 2020 wurde der Zweckverband gegründet.
Im Wahlkampf zur Ludwigsburger Oberbürgermeister-Wahl positionierte sich der Amtsinhaber Werner Spec klar gegen das Stadtbahnprojekt und distanzierte sich damit von der Doppelstrategie. Im neu gewählten Gemeinderat wurde Specs Wiederwahl nur von der Fraktion der Freien Wähler unterstützt, während Grüne, CDU und SPD hinter seinem Gegenkandidaten Matthias Knecht standen, welcher die Wahl am 30. Juni 2019 gewann.
Ein weiterer Schritt zur Verwirklichung der Strecke nach Markgröningen war die im April 2021 mit Unterstützung des Landesverkehrsministeriums erreichte Einigung des Landkreises Ludwigsburg mit der Deutschen Bahn, die vorhandene Eisenbahnstrecke langfristig zu pachten. Der Landkreis hätte die Strecke lieber gekauft, war damit aber an der Position der Deutschen Bahn gescheitert. Später sollte der Zweckverband in den Pachtvertrag eintreten. Im November 2024 wurde ein Pachtvertrag zwischen dem Zweckverband und der Deutschen Bahn geschlossen, der ab Januar 2026 wirksam wird.
Am 15. Juli 2021 stellte der Ludwigsburger Landrat Dietmar Allgaier einen sogenannten Meilensteinplan für die Verwirklichung des Projektes vor. Danach könnte der Vorlaufbetrieb mit Reaktivierung der Markgröninger Bahn bis 2028 in Betrieb gehen, das Ludwigsburger Stadtnetz und die Verlängerung nach Schwieberdingen bis 2032.
Nachdem Untersuchungen von 2006 und 2008 keine positive Kosten-Nutzen-Analyse für eine Stadtbahn auf der Achse Ludwigsburg–Waiblingen ergaben, stimmten der Landkreis Ludwigsburg und der Rems-Murr-Kreises im Oktober 2023 für die Finanzierung einer innerhalb von 18 bis 24 Monaten durchzuführenden Machbarkeitsstudie über die Verlängerung der Stadtbahn Ludwigsburg von Oßweil über Remseck-Neckargröningen nach Waiblingen.
Im Sommer und Herbst 2023 wurden in Pattonville, Markgröningen, Oßweil, Schwieberdingen, Möglingen und der Ludwigsburger Oststadt Trassenbegehungen durchgeführt, bei denen Fragen an die Bürgermeister und die Leitung des Zweckverbandes gestellt werden konnten.
Im Juni 2024 wurde der Vertrag des Geschäftsführer des Zweckverbandes, Frank von Meissner, aufgehoben, nachdem ihn im Verwaltungsrat nicht das Vertrauen ausgesprochen wurde. Im Dezember 2024 wurde bekannt, dass sich die für 2024 geplante Fertigstellung der Kosten-Nutzen-Analyse um mindestens ein Jahr verschieben wird.
Mitte Dezember 2024 stimmten die Gemeinderäte von Remseck und Kornwestheim jeweils einem Übergangspunkt zwischen Stadtbahn Ludwigsburg und Stadtbahn Stuttgart in Pattonville Nord zu.